# Amber Doig-Thorne
Amber Doig-Thorne, född den 25 oktober 2000 är en brittisk skådespelare.
Doig-Thorne har bland annat spelat en av de ledande rollerna i slasherfilmen Winnie the Pooh: Blood and Honey från 2023. Hon har även spelat en av huvudrollerna i TV-serien A Comedy of Gamers 2020-2023 och filmen Return of Krampus från 2022.

## Filmografi (i urval)
- 2020-2023: A Comedy of Gamers
- 2022: Return of Krampus
- 2023: Winnie the Pooh: Blood and Honey